# FN F2000
FN F2000は、FN社が2001年に開発したブルパップ方式のアサルトライフルである。5.56x45mm NATO弾 (SS109) を使用する。

## 概要
モジュール式を採用したブルパップ式アサルトライフルで、独自の前方排莢機構を持つ。アメリカのOICWの対抗として開発された。将来的に火器統制装置 (FCS) を装備する必要性が生じた場合に対応できるように部品（モジュール）を交換することができる。
スタンダード型は上部に1.6倍スコープを搭載しているが、F2000 タクティカルは取り外し可能なフロントサイトと折りたたみ可能なリアサイト、ピカティニー・レールを搭載しているために、ダットサイトなども装着が可能。また、操作性に優れたGL1 グレネードランチャー（EGLM：Enhanced Grenade Launcher Module、発展型榴弾発射モジュール）を装備することができる。マガジンはSTANAG マガジン。ただし、防塵用のパッキンがついているため、M16と違いマガジンキャッチを押しただけではマガジンは抜けず、マガジンキャッチを押しながらマガジンを引き抜く必要がある。

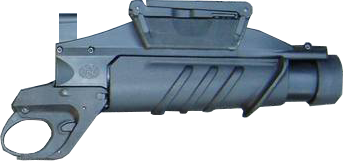
GL1 グレネードランチャー

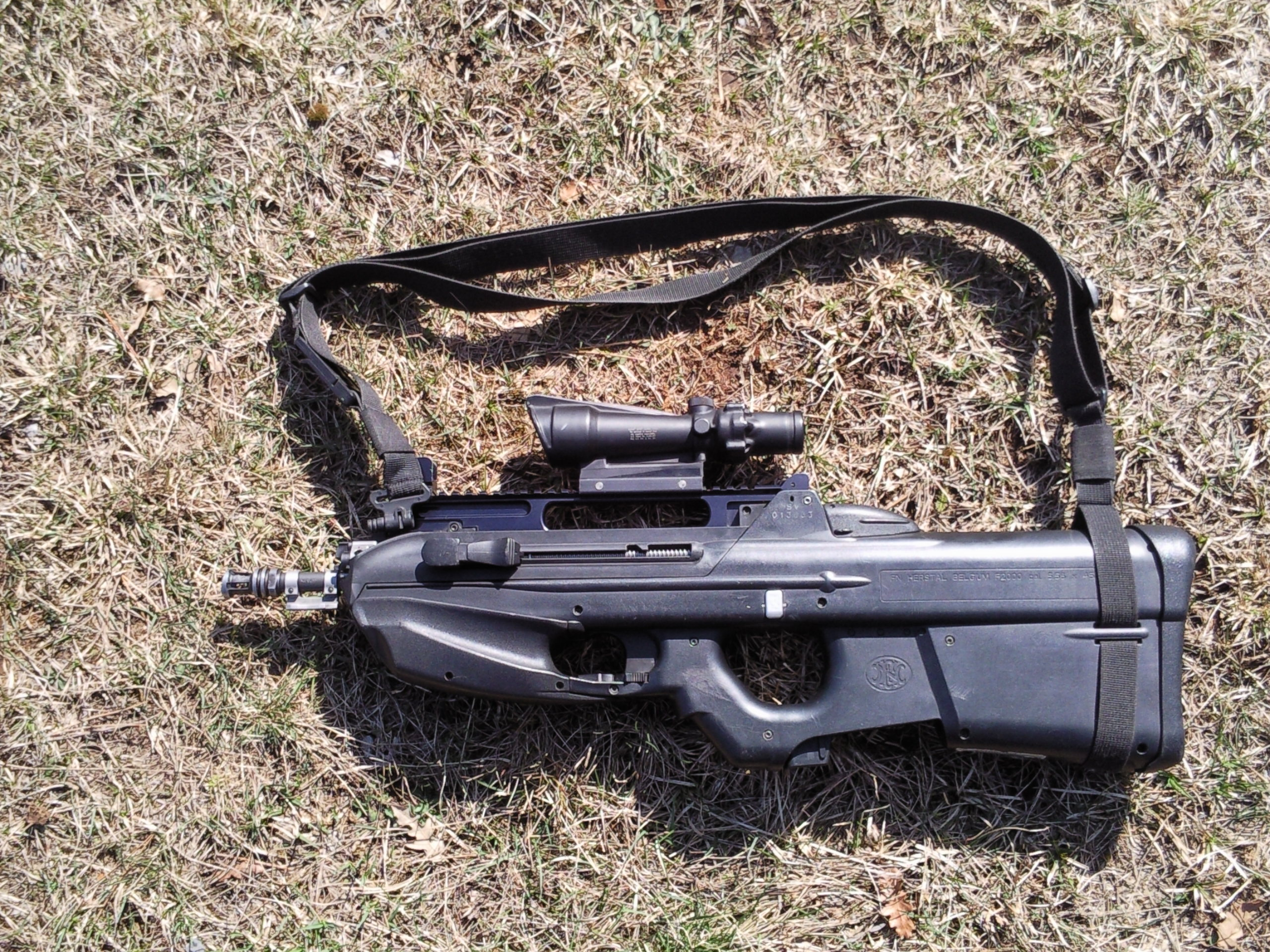
F2000S

民間用にセミオートのみで、バレルが少し延長されたFS2000がある。FS2000の他、F2000 スタンダード型に酷似したFS2000 スタンダードやF2000 タクティカルに酷似したFS2000 OD グリーン・タクティカル・セミオートカービンや光学サイトの代わりにピカティニー・レールが装備され、ハンドガードを取り外した代わりに3面ピカティニー・レールが装備されたFS2000 タクティカルブラックがある。

## 設計
同社製のブルパップ式PDWであるP90同様、人間工学に基づいた設計がなされている。射撃の際に薬室から引き抜かれた空薬莢が右側に導かれ、前進するボルトキャリアーによって銃身右側のトンネルへ押し出され、銃口付近から前方に排出される。そのため左利きでも射撃に支障がなく、状況に応じ左右どちらでも構えることができる。また、ブルパップ式で言及されることの多い「構造上、レシーバーと射手の顔が近く、作動音や硝煙が射手の健康を害する」という欠点に対しても一定の配慮がなされており、密閉性を高めたレシーバーから発生した作動音と硝煙が前方へ逃げるように設計されている。
また、この方式では、空薬莢がレシーバーから排莢口までの長い通路を通過する間に撃発直後の熱がある程度冷却されてから排出されるため、自動小銃を用いた集団戦闘などで懸念される「排莢された熱い空薬莢」が同僚に火傷を負わせたり集中力を削いだりする事態を未然に防ぐことが期待できる。
一方で、この構造は薬室や機関部と排莢口が大きく離れていることから、弾詰まりなどのトラブルに対処しづらくなる。そのため、薬室付近の上面に「インスペクションポート」というハッチを備え、薬室にアクセスしやすくなっている。インスペクションポートを開けると、空薬莢を排莢口に送るためのメカニズムを見ることができる。排莢口には開閉式の蓋がついているが、閉めていても1発撃つだけで空薬莢に蹴られて開くため、射撃するためにわざわざ開ける必要はない。もし排莢トンネルの中に空薬莢が残っていても、後続の空薬莢に押し出されて排出される。

## 採用国
ベルギー軍で制式採用小銃としてSCARが選定され、アメリカ軍がF2000よりSCARに興味を示している事もあって、主力小銃として採用しているのはスロベニア軍のみである。
F2000S（Sはスロベニアを表す）と称されるこのモデルは、レシーバー上部にピカティニー・レールが取り付けられ、スコープやエイムポイント社製ダットサイトが装着できる。2006年に6,500丁を購入し、2012年までに14,000丁を導入する事が決定した。これは、EU並びにNATOの所属となるのに併せて、弾薬規格を東側から西側に切り替える行動の一環であり、40mm擲弾を使用するEGLMも既に配備されているようだ。これ以外では、サウジアラビア軍が50,000丁を発注しているほか、インド・パキスタンも発注している。

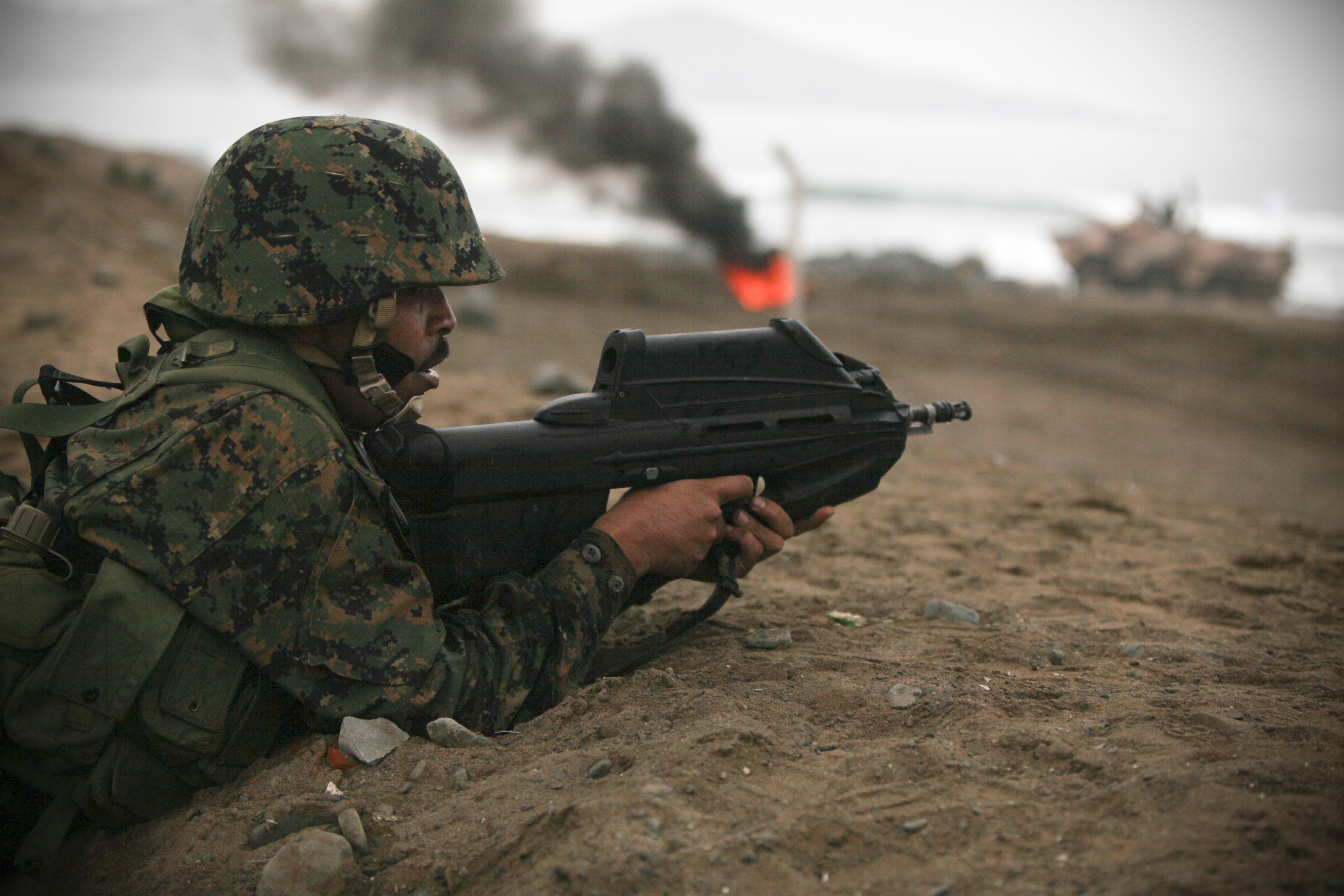
F2000を使用するペルー海兵隊隊員
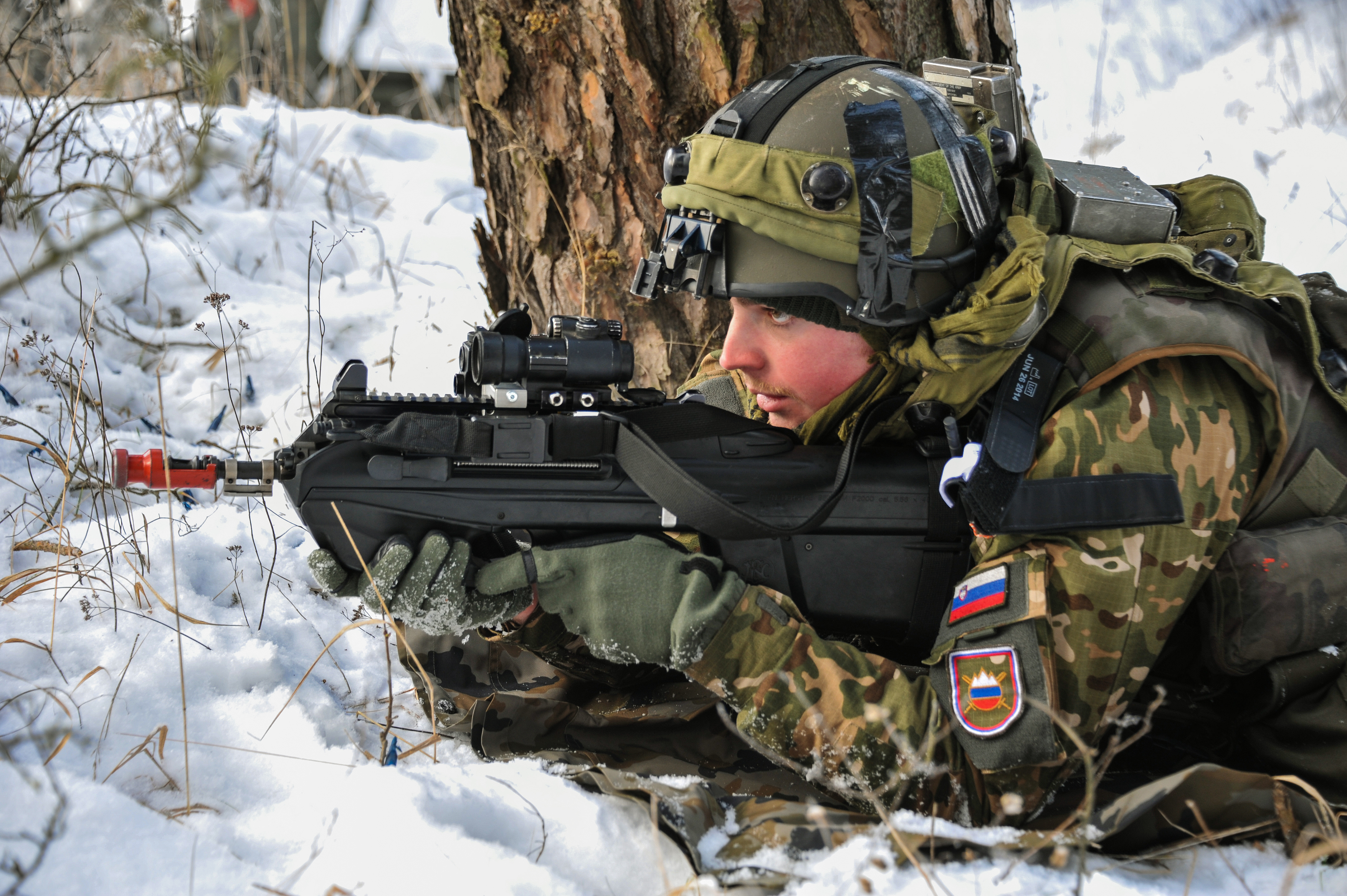
演習にてF2000Sを構えるスロベニア軍兵士。空包発射用アダプター付き
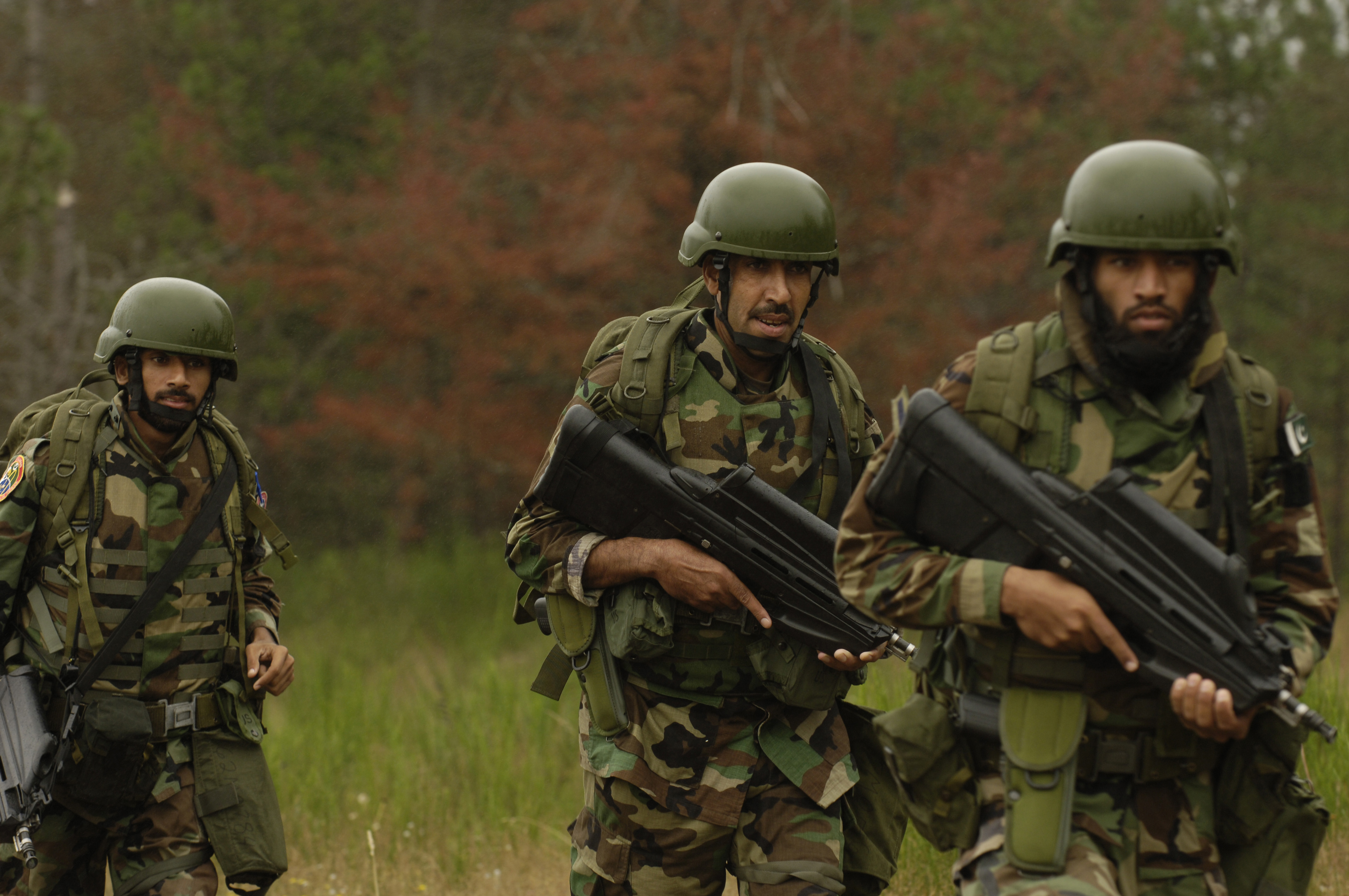
F2000を装備したパキスタン軍の特殊部隊SSW隊員

## 登場作品

### 映画
『アイアンマン2』
ローディがトニー宅からアメリカ空軍基地へと持ち出したアイアンマン マーク2をジャスティン・ハマーが自社製品の火器を搭載する改造の際、紹介しており、そして改造型であるウォーマシンの両椀部にタクティカルモデルが装備された。戦闘時にローディは、アイアンマンの多用するリパルサー・レイよりも軍人として使い慣れているためか、連射性能に長けたF2000の方を多用している。
『エクスペンダブルズ』
ソマリア海賊との交戦でバーニー・ロス（シルベスター・スタローン）が使用。ホロサイト、フラッシュライト、レーザーサイトを装備している。
『メカニック』
主人公、アーサー・ビショップ（ジェイソン・ステイサム）が使用。リューポルド Mark4CQ/T装着している。

### ドラマ
『24 -TWENTY FOUR-』
シーズン7でスタークウッド社の兵士が使用。
『CSI:科学捜査班』
第12シーズン「殺人兵器」に登場。隠し部屋の壁に掛けてある。

### 漫画・アニメ
『イノセント・ヴィーナス』
EGLM装備のものが登場。作品内では正式採用されており、ロゴス（富裕層）軍のライト・ウォーリアが使用している。また、グラディエーターの装甲を貫いたアローを射出するタイプも登場する（第10話）。
『ゴルゴ13』
テレビアニメ版第3話「傑作・アサルトライフル」でサビーヌ兄弟が本銃とXM29 OICWを使用している（原作：第339話の同タイトル、原作では使用している銃はサビーヌ兄がステアーAUG、サビーヌ弟がH&K G11である）。
『史上最強の弟子ケンイチ』
作中の架空の島、「デスパー島」を守る兵士たちの主力武器として登場する。
『とある魔術の禁書目録』
テレビアニメ版第1期で、御坂妹たちがオリジナルとの能力差を縮めるために携帯する（第10話）。テレビアニメ版第2期『とある魔術の禁書目録II』でも、ミサカ20001号を追いかける際にミサカ10032号がカバンから取り出す（第17話・第18話）

### ゲーム
『Alliance of Valiant Arms』
ゲーム内の兵科「ライフルマン」のメイン武器として登場。ゲーム内で登場するのはスコープを廃してキャリングハンドル兼用のピカティニー・レールが搭載された、「F2000S」と呼ばれるモデルになっている。
『MASSIVE ACTION GAME』
「ATAC2000」の名称でレーヴンのアンロック武器として登場。唯一フォアグリップがデフォルトで装備されるアサルトライフルであり、本来は排他装備であるグレネードランチャーとの同時装備が可能である。なお、作品内では「最新鋭のアサルトライフル」と設定されている。
『OPERATION7』
4月18日より追加された武器。
『Paperman』
2012年12月5日に追加された武器。
『S.T.A.L.K.E.R. SHADOW OF CHERNOBYL』
商標の問題から「FT 200M」という名前で登場する。チェルノブイリ原子力発電所内のMonolith兵が持っている。
『SOCOM: U.S. Navy SEALs Portable』
商標の関係から「F-2K」という名前で登場。
『アフターパルス』
商標の関係から ｢CQR 2000｣　という名前で登場。
『カウンターストライクオンライン』
課金アイテムである暗号箱から最高級品として出現する。
『クロスファイア』
「F-2000」という名前で登場する。アンデットの報酬でもらえる。
『ゴーストリコン オンライン』
ゲーム内の兵科「ライフルマン」のメイン武器として登場。ちなみに、ゲーム内で最も高額かつアンロックされるレベルが高い。
『コール オブ デューティ モダン・ウォーフェア2』
キャンペーン、マルチプレイにて使用可能。ダットサイト、ホロサイト、サプレッサーなど様々なアタッチメントを装着可能。
『コール オブ デューティ ヴァンガード』
シーズン5にて「BP50」の名称で登場。なお、本作は第二次世界大戦が題材のゲームである。
『コール オブ デューティ モバイル』
2024年夏「BP50」の名称で登場。
『スプリンターセルシリーズ』
サム・フィッシャーらスプリンターセルが使用。商標の問題から「SC-20K」という名前で登場する。スプリンターセル コンヴィクションでは「SC3000」というSC-20Kベースの架空銃が登場する。
『BulletForce』
STABILITY（反動制御力）値が高く、フルオート射撃でもほぼ無反動。
『バトルフィールドシリーズ』
『BFBC』
突撃兵のアンロック武器としてグレネードランチャー付きで登場。
『BFBC2』
突撃兵のアンロック武器としてグレネードランチャー付きで登場。
『BF2』
突撃兵の装備として通常のF2000とグレネードランチャーが付いたFN EGLMが登場。
『BF3』
突撃兵のアンロック武器として登場。
『BF4』
拡張パック「Second Assault」にて実装。1.6倍率の専用スコープが使用できる。
『BFH』

『ドールズフロントライン』
星2のAR戦術人形「FF F2000」として登場。
『レインボーシックスシージ』
OPERATION SHADOW LEGACYで、Zeroの武器として、SC3000Kが登場する。